# Miguel Granados
 (mai 2020).
Pour les articles homonymes, voir Granados.
Miguel Granados, né le 2 septembre 1986 à Rosario (Argentine), est un humoriste, acteur, musicien et producteur argentin, fils de l'humoriste Pablo Granados.
Devenu célèbre grâce à son travail dans les émissions Peligro: Sin codificar, Últimos Cartuchos, Resacados et ESPN Redes, il dirige aujourd'hui l'émission radio Últimos Cartuchos avec Martín Garabal.

## Biographie

### Carrière
Miguel Granados commence à travailler en tant qu'assistant de production dans Sin codificar, émission renommée Peligro: Sin codificar en 2010. Il commence ensuite à jouer quelques rôles dans différentes parties du programme, sans abandonner son travail dans la production.
En mars 2013, il intègre le programme radio Resacadosen qui entame sa quatrième saison. Là-bas, il travaille avec Homero Pettinato, Daniela Viaggiamari et Ariana Wajntraub. En plus de participer aux discussions sur les thèmes humoristiques abordés, il ouvre et ferme le flash info et présente des nouvelles étranges en interprétant différents personnages.
En 2016, il rejoint le programme ESPN Redes, dans lequel on retrouve Juan Marconi, Juan Ignacio Chela, Flor Vigna et Nati Jota. La même année, il participe à Polémica en el Bar en passant par Telefé.
Depuis le 30 janvier 2017, il dirige avec Martín Garabal le programme radio Últimos cartuchos sur FM Blue.
Le 11 mars, il commence à animer le programme télévisé hebdomadaire TVR avec le journaliste Horacio Embón. En juin de la même année, il renonce à la présentation du programme et est embauché par Robertito Funes Ugarte.

### Vie privée
Avec la photographe Fernanda Otero, il a une fille nommée Bernardita Granados.

## Personnages

### Últimos Cartuchos
- Martincito
- Tuti Tuteish
- Merlin Ayahuasca
- Asa Akira
- Richard
- La monja petra

### Sin codificar
- Hablemos sin saber (Parlons sans savoir) : il joue son propre personnage donnant son avis sur différents thèmes avec Yayo Guridi, Walter López, Juan Faerman, Rafael Aguete et Juan Carlos Araujo.
- Fútbol para Trolos (Football pour Trolos) : il y est un journaliste gay qui, accompagné de son compagnon (Walter López), porte un regard gay-friendly sur le football.
- Festejos de goles (Célébrations de buts) : il y faisait plusieurs apparitions et annonçait les noms des festivals.
- Cámaras de seguridad (Caméras de sécurité).
- Los Batichurros (Les Batichurros) : il y joue Nacho.
- Jorge Pixarro : fan absolu de la série de films Toy Story, tenant à ses jouets comme s'ils étaient réels. Il découvre que Monsieur Patate se démonte avant la mention du nom de l'acteur Mario Pasik, et que ses jouets prennent vie quand il ne les regarde pas.
- Los Wikipedia (Les Wikipédia) : il joue un membre de ce groupe qui écrit des chansons éducatives.